# Lieskovec (Banská Bystrica)
Lieskovec (in ungherese Újmogyoród) è un comune della Slovacchia facente parte del distretto di Zvolen, nella regione di Banská Bystrica.